# ロン・ターコット
ロン・ジョセフ・モレル・ターコット（Ron Joseph Morel Turcotte、1941年7月22日-）はカナダ・ニューブランズウィック州出身の騎手。カナダ競馬の殿堂、アメリカ競馬の殿堂入り騎手であり、特に三冠馬セクレタリアトの主戦騎手として知られる。カナダ勲章（メンバー）受勲者。
また、実弟のルディ・ターコット（Rudy Turcotte）も騎手であり、兄弟揃ってカナディアンインターナショナルチャンピオンシップステークス（現在のカナディアンインターナショナルステークス）を制すなど活躍した。

## 経歴
1959年、カナダ・トロントのウインドフィールズファームで育成騎乗者として勤務を始めたが、すぐに騎手に転向し、やがて見習い騎手として頭角を現す。1962年、1963年にはウッドバイン競馬場のリーディングジョッキーを獲得。史上屈指の名馬ノーザンダンサーの初勝利時にも騎乗していた。1965年にはトムロルフに騎乗してアメリカのプリークネスステークスを制し、全米に名を知られるようになる。やがて メリーランド州ローレルパーク競馬場を本拠地とする調教師ルシアン・ローリンとコンビを組み、主戦場をアメリカに移すと、1972年にリヴァリッジでケンタッキーダービーとベルモントステークスを制し三冠騎手に、その翌年には「ビッグ・レッド」の異名を取ったセクレタリアトに騎乗しクラシック三冠を独占した。2年連続でケンタッキーダービーを制したのは、1901年-1902年に優勝したジミー・ウィンクフィールド以来2人目、2年で5つのクラシックを制したのはターコットが初めてだった。これらの功績が称えられ1974年には競馬関係者として初めてカナダ勲章を授与された。
しかし1978年、ベルモントパーク競馬場での競走中、騎乗馬が転倒して馬場に投げ出された際に頭部を強打し、左半身不随となり騎手引退を余儀なくされた。通算成績は20281戦3032勝・うちGI級競走62勝。引退後すぐにアメリカ競馬の殿堂入りが発表され、この翌年には模範騎手に送られるジョージ・ウルフ記念騎手賞を受賞。さらに1980年にはカナダスポーツ選手の殿堂入りも果たしている。